# كيلي برات
كيلي برات هو لاعب هوكي الجليد كندي، ولد في 8 فبراير 1953 في High Prairie ‏ في كندا.

## وصلات خارجية
- كيلي برات على موقع دوري الهوكي الوطني (الإنجليزية)
- كيلي برات على موقع EliteProspects.com (الإنجليزية)
- كيلي برات على موقع HockeyDB.com (الإنجليزية)
- كيلي برات على موقع Hockey-Reference.com (الإنجليزية)